# 시 읽는 시간
"시 읽는 시간"은 2016년에 제작한 대한민국의 영화이다.  "시 읽는 시간"는 이수정 감독이 각본, 구성, 기획, 제작, 배급까지 모두 맡은 다큐멘터리이다. 서울에 살고 있는 다섯 명의 사람들이 처음으로 자기 자신과 내면의 불안에 대해서 이야기한다. 2016년 부산국제영화제에서 상영되었다.

## 캐스팅
- 오하나
- 김수덕
- 안태형
- 임재춘
- 하마무

## 낭독된 시와 글
- 임경섭 - 새들은 지하를 날지 않는다, 죄책감
- 심보선 - 오늘 나는
- 김남주 - 자유
- 이정하 - 지금
- 하마무 - 살아있는 쓰레기
- 임재춘, 최문선 - 우리에겐 내일이 있다

## 영화정보
- "시 읽는 시간"은 2016년 제21회 부산국제영화제 '와이드앵글 - 다큐멘터리 경쟁'에서 상영되었다.[2]
- "시 읽는 시간"은 2019년 3월 22일 밤 12시 45분 KBS 1TV 독립영화관 시간에 방송되었다.[1]